# Stylurus oculatus
Stylurus oculatus är en trollsländeart som först beskrevs av Syoziro Asahina 1949.  Stylurus oculatus ingår i släktet Stylurus och familjen flodtrollsländor. IUCN kategoriserar arten globalt som nära hotad. Inga underarter finns listade i Catalogue of Life.